# انتخابات الرئاسة الأيسلندية 2012
انتخابات الرئاسة الأيسلندية 2012 هي الانتخابات الرئاسية التي جرت في 30 يونيو 2012، في آيسلندا، لانتخاب رئيس إيسلندا، فاز بالانتخابات أولافور راغنار غريمسون.